# Cornelius Cardew
Cornelius Cardew (* 7. Mai 1936 in Winchcombe/Gloucestershire; † 13. Dezember 1981 in London) war ein britischer Komponist und Improvisationsmusiker.

## Leben und Werk
Cardew studierte zwischen 1953 und 1957 an der Royal Academy of Music in London Violoncello und Klavier, außerdem Komposition bei Howard Ferguson. Ab 1957 erfolgte sein Studium der elektronischen Musik bei Gottfried Michael Koenig an der Hochschule für Musik Köln, später arbeitete er dort als Assistent von Karlheinz Stockhausen. 1958 war er als Korrepetitor an der europäischen Erstaufführung von John Cages Klavierkonzert beteiligt.
Cardew kehrte 1961 nach England zurück, wo er als Graphiker arbeitete und Konzerte gab. 1964 war er Kompositionsschüler von Goffredo Petrassi in Rom. 1965 trat er dem Improvisationsensemble AMM bei, dem er bis 1971 angehörte. 1966 und 1967 war er Mitarbeiter am Center of Creative and Performing Arts der University at Buffalo, The State University of New York, bevor er Professor an der Royal Academy of Music wurde. Gemeinsam mit Howard Skempton und Michael Parson gründete er 1969 das Scratch Orchestra, in dem sich Komponisten, Berufsmusiker, Laien, bildende Künstler und Schauspieler zusammengefunden hatten, um Musik aufzuführen.
Ab 1974 schrieb der Komponist, der 1975 am Goldsmiths College in London eine eigene Liedklasse gründete, zahlreiche politische Lieder, u. a. für Auftritte der maoistischen Peoples Liberation Group. Er engagierte sich auch als Musiker mit John Tilbury auf Demonstrationen, unterstützte streikende Arbeiter und während eines Stipendiatenaufenthaltes in Berlin, den Kampf für eine Kinderklinik im Haus Bethanien, wofür er den „Bethaniensong“ komponierte. Als seine wichtigsten Kompositionen werden heute „Treatise“ und „The Great Learning“ angesehen.
1981 starb er bei einem Autounfall. Der Fahrer beging Fahrerflucht und wurde nicht gefunden.

## Diskographie (Auswahl)
- The Great Learning Paragraphs 2 and 7 (1971; wiederveröffentlicht 2002) Deutsche Grammophon.
- Thälmann Variations (1975, veröffentlicht 1986)
- Cornelius Cardew Piano Music musicnow 1991
- We Sing for the Future! Interpretations of two compositions for solo piano mit Frederic Rzewski (2002) (New Albion)
- Four Principles On Ireland And Other Pieces (Ampersand)
- Treatise (Hat[Now]Art)
- Chamber Music 1955-1964 Apartment House (2001) (Matchless Recordings mrcd45)
- Material (Hat[Now]Art)
- Cornelius Cardew — piano music 1959-70 (1996) mit John Tilbury (Matchless Recordings mrcd29)
- AMMMUSIC 1966. (ReR Megacorp.)